# Henri Jolicœur (Québec)
Pour les articles homonymes, voir Henri Jolicoeur.
Henri Jolicoeur (18 avril 1905 à Québec - 9 septembre 1967 à Québec) était un homme politique québécois. Il a été pendant quinze ans député de l'Union nationale à l'Assemblée nationale pour la circonscription de Bonaventure.

## Biographie
Jolicoeur est né dans la paroisse Notre-Dame de Québec, le 18 avril 1905. Il a fait ses études en droit avant d'être admis au barreau du Québec en 1929.
Il est organisateur dans le Parti de la reconstruction avant d'être recruté par l'Union nationale pour leur première élection en 1936. Il est alors élu, par seulement 45 voix, dans la circonscription de Bonaventure devant le député libéral en place Pierre-Émile Côté. Ce dernier reprendra toutefois son siège lors de l'élection suivante. Henri Jolicoeur occupera de nouveau le siège de député de Bonaventure après l'élection générale de 1944. Il siègera à l'Assemblée nationale jusqu'à sa défaite en 1956